# Kentucky Route 2014 Bridge
Die Kentucky Route 2014 Bridge ist eine Fachwerkbrücke aus Holz über den Cumberland River bei Pineville im Bell County (Kentucky). Die Brücke ist eine Warren-Fachwerkbrücke und eine der frühen Anwendungen dieser Konstruktionsweise. Sie wurde 1873 durch eine Kooperation der Louisville Bridge and Iron Company mit der Phoenix Iron Company of Pennsylvania erbaut und wird derzeit vom Kentucky Transportation Cabinet unterhalten. Die lichte Durchfahrtshöhe beträgt 6,9 m und die Tragfähigkeit beläuft sich auf 15 Amerikanische Tonnen. Das Bauwerk führt eine einstreifige Fahrbahn über den Fluss.

## Geschichte
Die Kentucky Route 2014 Bridge wurde weitgehend von der Louisville Bridge and Iron Company aus Louisville in Kentucky erbaut, lediglich die 1862 patentierten „Iron-Phoenix“-Brückenpfeiler wurden von der Phoenix Iron Company of Philadelphia installiert. Die Brücke war eine Zeit lang nicht mehr sicher, ist aber inzwischen zur Eintragung in das National Register of Historic Places vorgeschlagen. Es handelte sich um eine der zwei Brücken, welche die Louisville Bridge and Iron Company in Kentucky gebaut hat. Als das Bauwerk 1873 gebaut wurde, erwies es sich als Vorzeigebeispiel seiner Konstruktionsweise.
Das Bauwerk ist seit seiner Erbauung stetig in Betrieb und dient den Bewohnern der ländlichen Gebiete um Pineville. Bei einer Untersuchung erreichte das Bauwerk 38,3 Punkte von 100, gilt somit als baulich unzureichend. Viele der 70 historischen Brücken in Kentucky sind Pratt- oder Warren-Fachwerkkonstruktionen.

## Einzelheiten
Die Kentucky Route 2014 Bridge befindet sich etwa fünf Kilometer nordwestlich von Pineville und überspannt den Cumberland River. Die Spanne der Brücke misst 63 m, alles in allem hat das Bauwerk eine Länge von 100 m. Drei I-Träger tragen die südliche Auffahrt, während die nördlich nur von zwei solchen Bauteilen gestützt wird.
Die Durchfahrtsbreite beträgt 4,5 m, die Durchfahrtshöhe 5,9 m. 